# Kobong Kyŏnguk
Kobong Kyŏnguk (고봉경욱; ur. 1890 roku, zm. w 1961, 고봉) – koreański mistrz sŏn (jap. zen).
Już jako dziecko praktykował buddyzm w klasztorze Namjang. Został uczniem i spadkobiercą Dharmy mistrza sŏn Mangonga Wŏlmyŏna.
Tak jak i jego nauczyciel słynął z zaskakujących i niekonwencjonalnych działań; ludzie nigdy nie wiedzieli czy jest oświecony, ale nigdy nie został zwyciężony w walce Dharmy. Zachowywał zawsze czysty umysł.
Nauczał tylko ludzi świeckich i mniszki, gdyż uważał ich za bardziej zdeterminowanych i zaangażowanych od mnichów.
Udzielił tylko jednego przekazu Dharmy dla mnicha Sŭngsana (Seung Sahn).
Wychował także kilka mniszek, które zostały opatkami znanych żeńskich klasztorów: Songil, Kyeju (zm. 1975) i Sedung.

## Linia przekazu Dharmy
Zobacz: Mangong Wŏlmyŏn